# Basse-Pointe
Basse-Pointe is een gemeente in Martinique en telde 2.823 inwoners in 2019. De oppervlakte bedraagt 28 km². Het bevindt zich ongeveer 30 km ten noorden van de hoofdstad Fort-de-France.

## Geschiedenis
Basse-Pointe heeft zijn naam te danken aan het vlakke landschap dat afdaalt tot de Atlantische Oceaan. In 1658 werd het gebied gekoloniseerd. In 1680 werd de parochie opgericht. Het terrein werd gebruikt voor suikerrietplantages waarvan Pécoul, Gradis, en Leyritz nog bestaan. Na de afschaffing van de slavernij in 1848 werden contractarbeiders uit India naar het Basse-Pointe gebracht. Er bevinden twee hindoeïstische tempels in Basse-Pointe.
De zee rond Basse-Pointe is niet geschikt om de zwemmen, maar is populair bij surfers vanwege de grote golven. De economie is gebaseerd op de landbouw en voornamelijk bananen en ananassen.

## Geboren in Basse-Pointe
- Hippolyte Morestin (1869-1919), een van de grondleggers van de plastische chirurgie
- Aimé Césaire (1913-2008), Franstalig schrijver en politicus

## Galerij

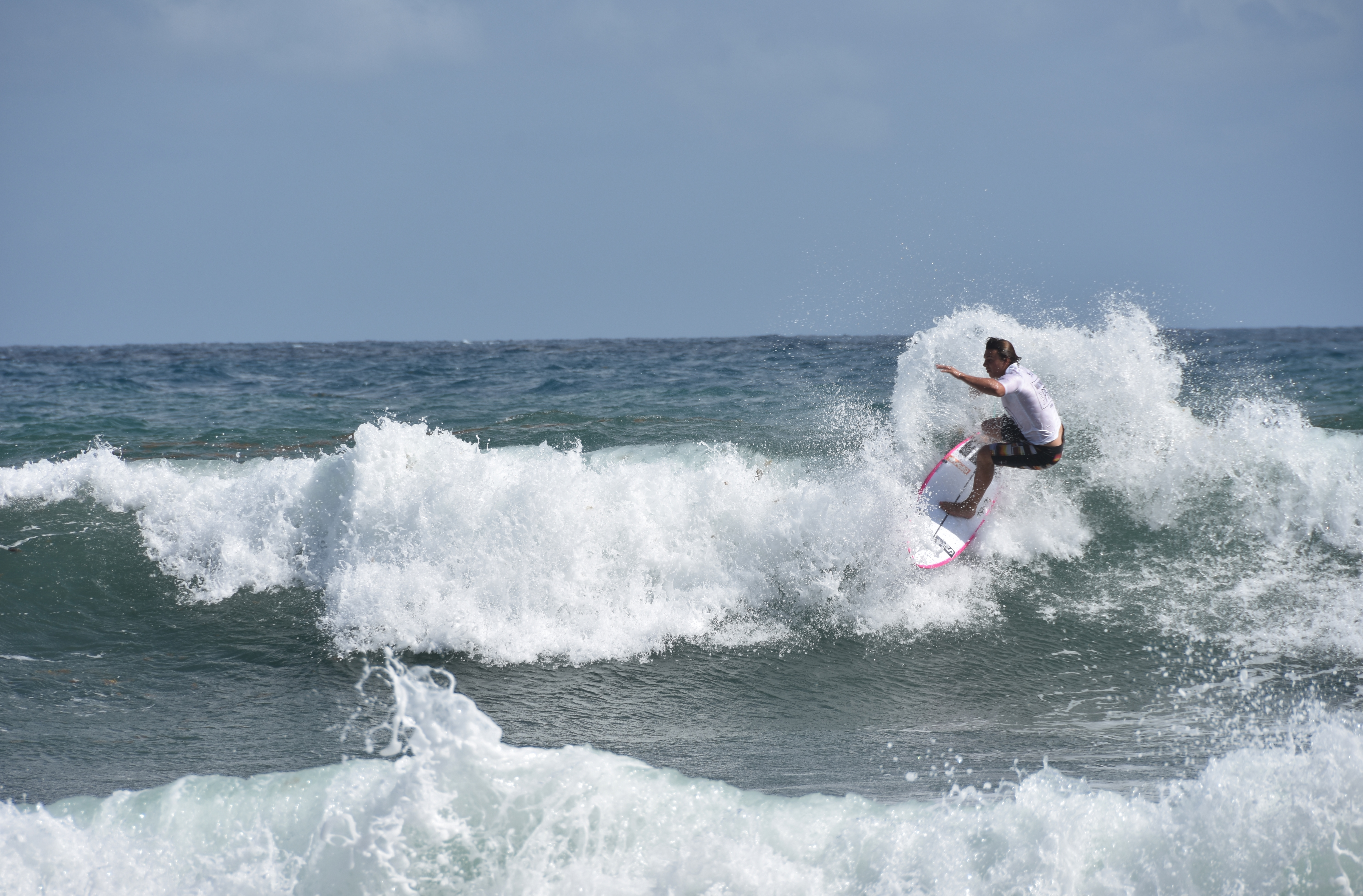
Surfer in Basse-Pointe
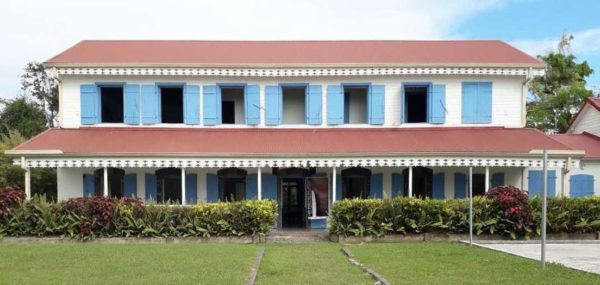
Plantagehuis van plantage Gradis
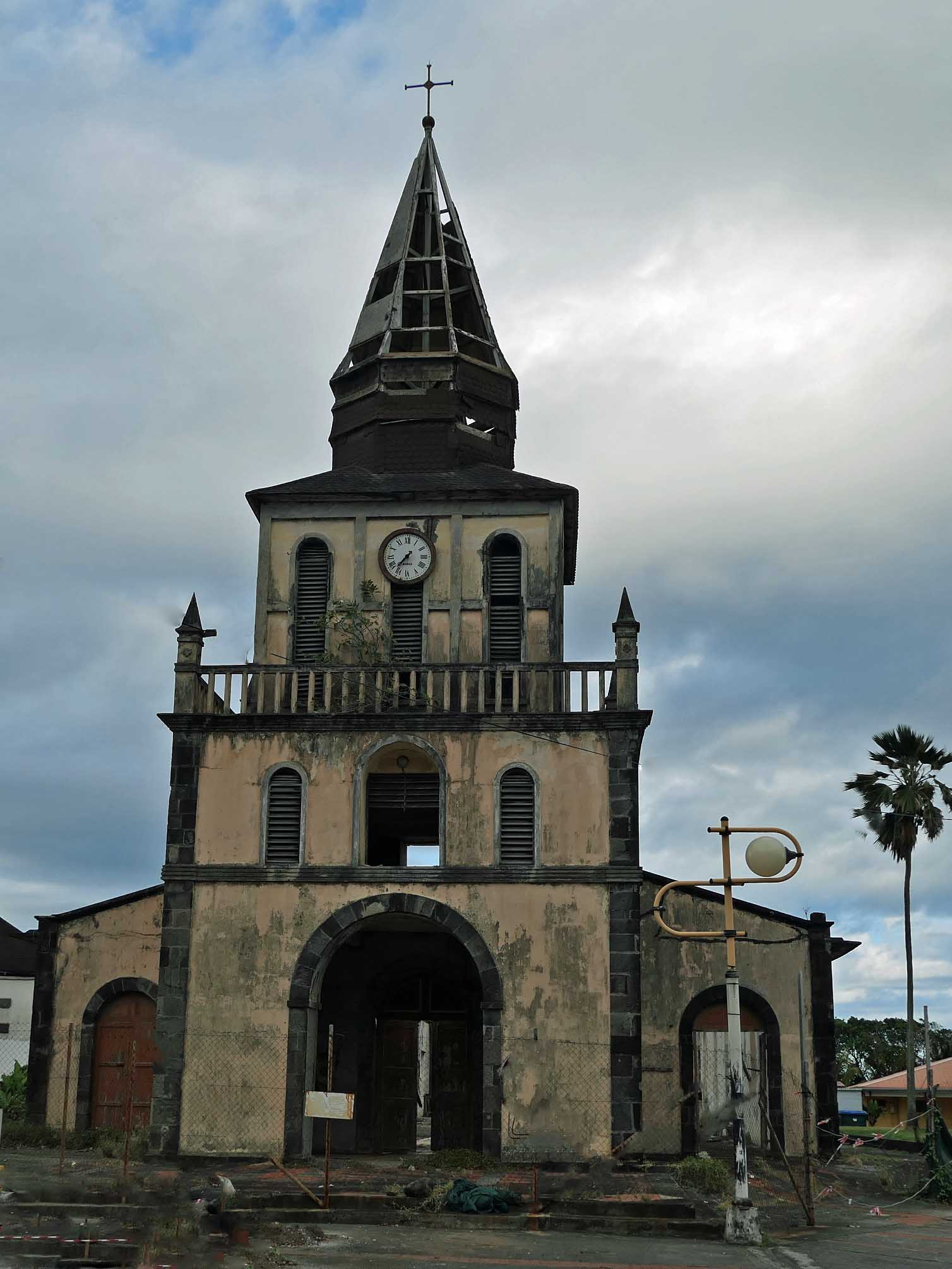
Johannes de Doperkerk
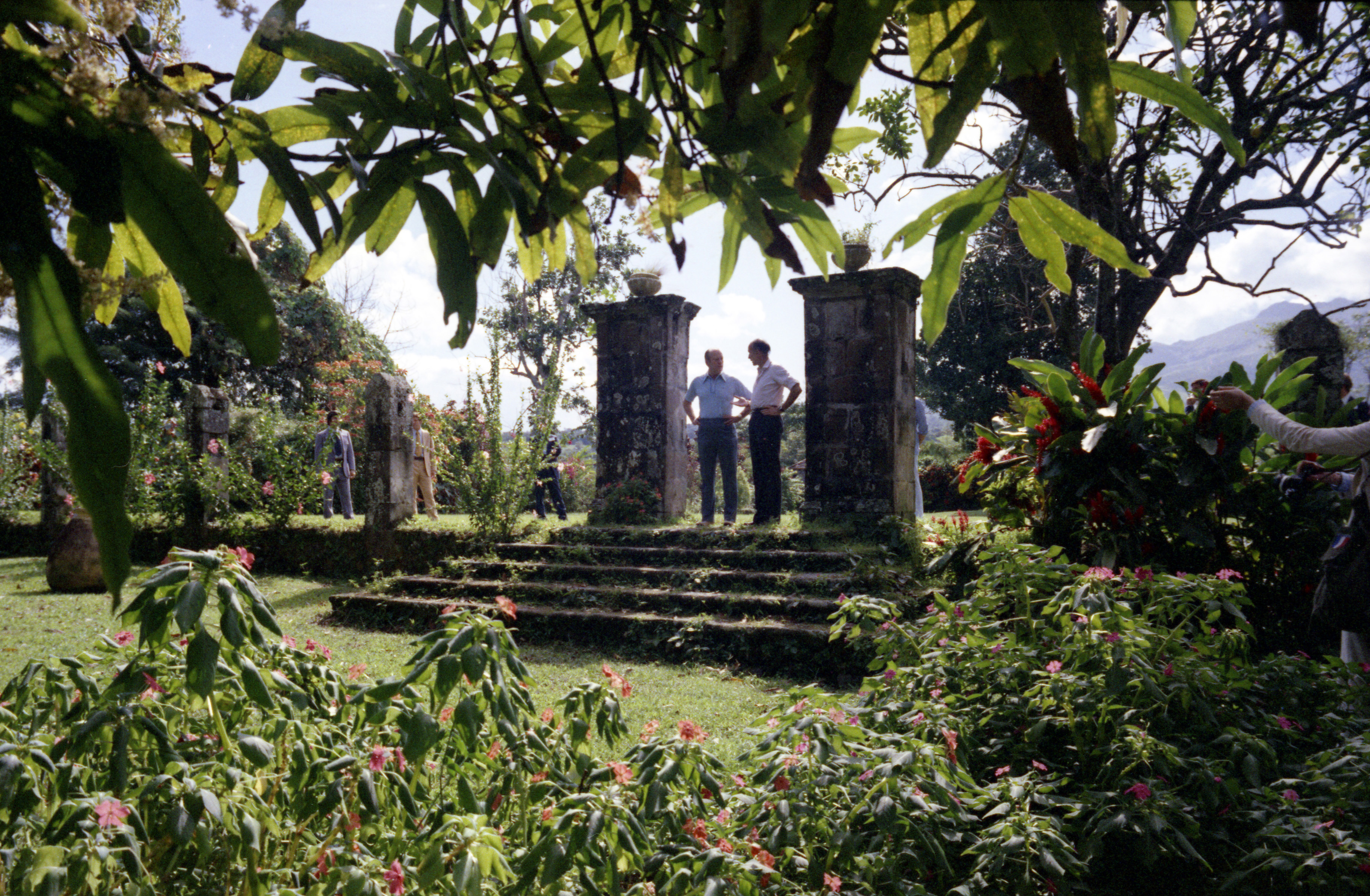
President Gerald Ford en Valéry Giscard d'Estaing in hotel Leyritz in Basse-Pointe (1975)

- Bibliothèque nationale de France: cb12199107b (data)
- Library of Congress Control Number: n91052751
- MusicBrainz: 28a9e6c3-599d-4f17-9019-e97d1938fc0d
- Nationale Bibliotheek van Israël: 987007565229705171
- Virtual International Authority File: 152580448
- WorldCat: E39PBJqBmJmvb88wbH7BfJvT73

L'Ajoupa-Bouillon · Les Anses-d'Arlet · 
Basse-Pointe · Bellefontaine · 
Le Carbet · Case-Pilote · 
Le Diamant · Ducos · 
Fonds-Saint-Denis · Fort-de-France · Le François · 
Grand'Rivière · Le Gros-Morne · 
Le Lamentin · Le Lorrain · 
Macouba · Le Marigot · Le Marin · Le Morne-Rouge · Le Morne-Vert · 
Le Prêcheur · 
Rivière-Pilote · Rivière-Salée · Le Robert · 
Saint-Esprit · Saint-Joseph · Saint-Pierre · Sainte-Anne · Sainte-Luce · Sainte-Marie · Schœlcher · 
La Trinité · Les Trois-Îlets · 
Le Vauclin